# Costa de Marfil en la Copa Mundial de Rugby de 1995

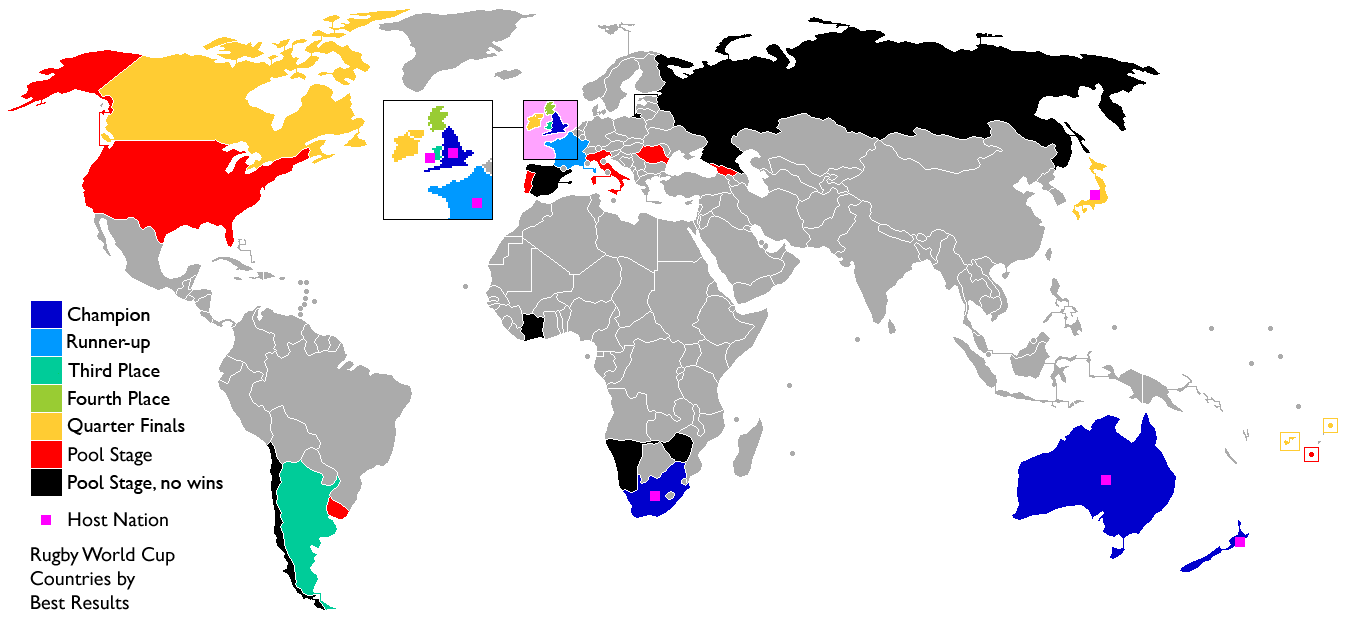
Costa de Marfil en la Copa Mundial de Rugby.

La Selección de rugby de Costa de Marfil participó en la Copa del Mundo de Rugby de Sudáfrica 1995. Con el regreso de los Springboks luego de su prohibición de participar por su política del apartheid y su país como sede no debieron jugar las eliminatorias para clasificar, sorpresivamente Costa de Marfil venció a Zimbabue y ganó el cupo de África en esa ocasión.
Los Éléphants no consiguieron avanzar a Cuartos de final siendo eliminados en primera fase y no volvieron a clasificar a un Mundial por además de Zimbabue, la Namibia emergente.

## Sudáfrica 1995

### Plantel
Entrenador: Claude Ezoua
Forwards
1. Ernest Bley
2. Toussaint Djehi
3. Jean-Pascal Ezoua
4. Daniel Quansah
5. Édouard Angoran
6. Achille Niamien
7. Ble Aka
8. Gilbert Bado
9. Amidou Kone
10. Soumalia Kone
11. Patrice Pere
12. Djakaria Sanoko
13. Ismaila Lassissi

Backs
1. Felix Dago
2. Frédéric Dupont
3. Aboubakar Camara
4. Athanase Dali (C)
5. Thierry Kouame
6. Alfred Okou
7. Lucien Niakou
8. Aboubacar Soulama
9. Paulin Bouazo
10. Max Brito
11. Celestin N'Gbala
12. Victor Kouassi
13. Jean-Baptiste Sathiq

### Participación

#### Grupo D
| Equipo          | Gan. | Emp. | Perd. | A favor | En contra | Puntos |
| --------------- | ---- | ---- | ----- | ------- | --------- | ------ |
| Francia         | 3    | 0    | 0     | 114     | 47        | 9      |
| Escocia         | 2    | 0    | 1     | 149     | 27        | 7      |
| Tonga           | 1    | 0    | 2     | 44      | 90        | 5      |
| Costa de Marfil | 0    | 0    | 3     | 29      | 172       | 3      |